# Edward Vernon
Edward Vernon (Cidade de Westminster, 18 de novembro de 1684 — Suffolk, 30 de outubro de 1757) foi um oficial naval inglês. Em vida, foi apelidado Old Grog devido a sua jaqueta grogram (feita de seda mesclada com lã e goma).
Suas primeiras ações de importância aconteceram no marco da Guerra da Sucessão Espanhola, onde participou nas batalhas de Málaga (1704) e Barcelona (1705). Em 1720 foi nomeado Comodoro de Port Royal (Jamaica).
Durante a Guerra da orelha de Jenkins, comandou uma das maiores frotas marítimas da história, mas sofreu um duro revés.